# UFO: A Day in the Life
UFO: A Day in the Life là một game phiêu lưu/giải đố do hãng Love-de-Lic phát triển và được ASCII Entertainment phát hành năm 1999.

## Lối chơi
UFO: A Day in the Life giao cho người chơi nhiệm vụ cố gắng giải cứu một nhóm gồm 50 người ngoài hành tinh bị mắc kẹt trên Trái Đất sau khi đĩa bay của họ đâm sầm vào một tòa nhà chung cư. Tuy nhiên, người ngoài hành tinh này thuộc chủng loài vô hình, và người chơi không thể thực sự nhìn thấy họ trong quá trình giải cứu. Nhằm giải cứu thành công, người chơi buộc phải sử dụng một loại thiết bị mà trong game gọi là "Cosmo Scanner", là loại máy ảnh giúp phát hiện các sinh vật vô hình dễ dàng hơn.
Sau khi đã chụp một số lượng ảnh nhất định, nhân vật người chơi quay trở lại tàu rửa các bức ảnh này bằng cách cho âm bản vào một cái đầu nổi khổng lồ được gọi là "Mẹ". Khi người chơi giải cứu nhiều người ngoài hành tinh sẽ làm mở ra nhiều khu vực và các thời điểm khác nhau trong ngày có sẵn để người chơi tùy ý khám phá.

## Phát triển
UFO: A Day in the Life chủ yếu do Kudō Tarō phụ trách việc thiết kế game. Trò chơi đã được hãng cho công bố và trình chiếu tại Tokyo Game Show năm 1999.

## Đón nhận
Famitsu chấm cho tựa game này là 29/40 điểm.